# کیشیتانی گورو
کیشیتانی گورو (به ژاپنی: 岸谷五朗)؛ زادهٔ ۲۷ سپتامبر ۱۹۶۴) یک هنرپیشه اهل ژاپن است.
از فیلم‌ها یا برنامه‌های تلویزیونی که وی در آن نقش داشته‌است می‌توان به گو: شاهدخت‌های سنگوکو  از سری فیلم‌های مجموعه تلویزیونی تایگا اشاره کرد.